# Marie Kodovská
Marie Kodovská, provdaná Bětíková (21. ledna 1912 Korytná, okr. Uherské Hradiště – 12. listopadu 1992 Rýmařov), byla česká naivní malířka a básnířka.

## Život
Marie Kodovská se narodila v malé obci Korytná v rodině domkáře Antonína Kadovského a jeho ženy Kateřiny rodem Novákové rovněž z Korytné. Později se v roce 1935 provdala za stolařského pomocníka Jana Bětíka. 
Od roku 1964 malovala, měla několik samostatných výstav; zastoupena je na stálé výstavě ve Visq u Paříže. Povoláním byla textilní a zemědělská dělnice.
V roce 2015 byla v Rýmařově otevřena Galerie Marie Kodovské, vybudovaná v domě na Mlýnské ulici, v němž malířka žila.